# NGC 2994
NGC 2994 est une galaxie lenticulaire située dans la constellation du Lion. NGC 2994 a été découverte par l'astronome britannique John Herschel en 1827.

## Caractéristiques
Sa vitesse par rapport au fond diffus cosmologique est de 7 718 ± 21 km/s, ce qui correspond à une distance de Hubble de 113,8 ± 8,0 Mpc (∼371 millions d'al).
NGC 2994 elle présente une large raie HI.
Selon la base de données Simbad, NGC 2994 est une galaxie LINER, c'est-à-dire une galaxie dont le noyau présente un spectre d'émission caractérisé par de larges raies d'atomes faiblement ionisés.